# Alexandre Lebed
Pour les articles homonymes, voir Lebed.
Alexandre Lebed (en russe : Алекса́ндр Ле́бедь), né le 20 avril 1950 à Novotcherkassk et mort le 28 avril 2002 au col de la Bouïba (Russie), est un militaire et homme politique russe.
Major général s'étant opposé au putsch de Moscou, il se présente à l'élection présidentielle russe de 1996 sous les couleurs du Congrès des communautés russes, arrivant en troisième position du premier tour avec 14,7 % des voix. Il est ensuite secrétaire du Conseil de sécurité de la fédération de Russie (1996) et gouverneur du kraï de Krasnoïarsk (1998-2002).

## Carrière militaire
Soldat d'élite dans l'armée soviétique intervenant dans les années 1980 en Afghanistan, en Géorgie et en Azerbaïdjan, Alexandre Lebed gravit les échelons de la hiérarchie militaire jusqu'à devenir major général.
En 1992, son armée (la 14e armée russe), positionnée en Transnistrie, empêche la Moldavie, nouvellement indépendante, d'asseoir sa souveraineté d'État sur ce territoire à majorité russophone, autoproclamé indépendant le long du fleuve Dniestr, où se situe l'essentiel du potentiel industriel moldave et un nœud ferroviaire important.

## Parcours politique

### Opposant au putsch de Moscou
Alexandre Lebed acquiert une notoriété politique durant le putsch de Moscou de 1991, en refusant de suivre les putschistes qui tentent de renverser le président soviétique, Mikhaïl Gorbatchev. En 1994, le magazine allemand Der Spiegel lui prédit un avenir comme celui de Napoléon Bonaparte si la crise politique post-soviétique venait à croitre.

### Élection présidentielle de 1996
Candidat à l'élection présidentielle de 1996 avec le soutien du parti centriste Congrès des communautés russes (KRO), il arrive en troisième position avec onze millions de voix et 14,7 % des suffrages exprimés, derrière le président sortant, Boris Eltsine (35,8 %), et le candidat communiste, Guennadi Ziouganov (32,5 %). En position de faiseur de rois dans l'entre-deux-tours, il choisit d'apporter son soutien à Boris Eltsine,.

### Secrétaire du Conseil de sécurité
Deux jours après le premier tour du scrutin présidentiel de 1996, le président Boris Eltsine le nomme secrétaire du Conseil de sécurité de la fédération de Russie. À ce titre, Alexandre Lebed signe avec l'indépendantiste tchétchène Aslan Maskhadov l'accord de paix mettant fin à la guerre russo-tchétchène de 1994-1996. Il est remplacé par Ivan Rybkine quatre mois après sa nomination.

### Gouverneur du kraï de Krasnoïarsk
Dénonçant fortement la mafia, la corruption des personnalités politiques de son pays, ainsi que la disparition (prétendue) d'une centaine de valises nucléaires, il est éclipsé par l'émergence de Vladimir Poutine. Il est « relégué » en Sibérie, devenant en 1998 gouverneur du kraï de Krasnoïarsk avec l'appui de l'oligarque Boris Berezovsky. Durant son mandat, malgré des conflits importants avec Rusal ou Norilsk Nickel, il ne parvient pas à maintenir son aura politique et médiatique.

## Mort
Le 28 avril 2002, Alexandre Lebed est mortellement blessé dans un accident d'hélicoptère (ru) survenu au col de la Bouïba. Il décède sur le chemin de l'hôpital d'Abakan. Sa dépouille est enterrée au cimetière de Novodievitchi à Moscou.

## Publications

### Ouvrages
- (ru) Alexandre Lebed, Спектакль назывался путч : неизвестное об известном - Воспоминания генерала воздушно-десантных войск, Tiraspol, LADA,‎ 1993, 47 p. (ISBN 5-7250-0024-9, OCLC 31337839, lire en ligne)
- (ru) Alexandre Lebed, За державу обидно [« Je me sens mal pour mon pays »], Moscou, Moskovskaïa Pravda,‎ 1995, 464 p. (ISBN 978-5-7482-0006-6, OCLC 492124641, lire en ligne [PDF])
- (ru) Alexandre Lebed, Идеология здравого смысла [« L'idéologie du bon sens »], Moscou, OOO "Rusʹ-Filʹm",‎ 1997, 111 p. (ISBN 5-8065-0001-2, OCLC 38765607)
- Alexandre Lebed (trad. Galia Ackerman et Pierre Lorrain), Les mémoires d'un soldat, Monaco, Éditions du rocher, coll. « Documents », janvier 1998, 371 p. (ISBN 978-2-268-02707-4, BNF 36196531)Ce livre autobiographique retrace sa carrière militaire dans les parachutistes jusqu'à son éviction par Boris Eltsine. Il décrit notamment les changements qu'il a pu constater dans son pays à partir de 1988 : il explique la chute du Parti communiste qui a entraîné par la suite l'éclatement de l'empire soviétique, ainsi que ses conséquences pour l'armée et ses officiers.
- (ru) Alexandre Lebed, И возродится Русь… [« Et la Rus' renaîtra... »], Moscou, Fonds de bienfaisance pour le développement de la culture nationale,‎ 10 octobre 2000, 303 p. (ISBN 5-93302-003-6, OCLC 163749838)

### Note
1. ↑  De jure et selon la communauté internationale la Transnistrie fait partie de la Moldavie, mais de facto la Transnistrie est indépendante grâce à la 14e armée russe commandée par Alexandre Lebed : lire Vlad Grecu, O viziune din focarul conflictului de la Dubăsari (« Un point de vue du foyer du conflit de Dubăsari »), ed. Prut International, Chișinău 2005 et Ion Costaș, Transnistria 1989-1992, cronica unui război nedeclarat (« Transnistrie 1989-1992, chronique d'une guerre non-déclarée »), ed. RAO, Chișinău 2012 – carte.